# Giovan Battista Pichierri
Giovan Battista Pichierri (Sava, 12 febbraio 1943 – Trani, 26 luglio 2017) è stato un arcivescovo cattolico italiano.

## Biografia
Ha frequentato il ginnasio nel seminario diocesano di Oria e il Liceo e gli studi filosofici e teologici nel Pontificio Seminario Regionale Pugliese "Pio XI" di Molfetta. Ha conseguito la licenza in Teologia presso l'Istituto Teologico Ecumenico di Bari.
È stato ordinato sacerdote il 30 agosto 1967.
È stato:
- padre spirituale del seminario diocesano;
- animatore e poi rettore nel seminario liceale regionale di Taranto;
- delegato vescovile;
- assistente ecclesiastico delle religiose;
- segretario dell'Ufficio pastorale;
- membro del Consiglio presbiterale;
- membro del Consiglio pastorale;
- membro del Collegio dei consultori;
- delegato diocesano per le confraternite;
- insegnante di Religione nel liceo scientifico di Manduria;
- arciprete parroco della collegiata di Manduria;
- vicario generale.

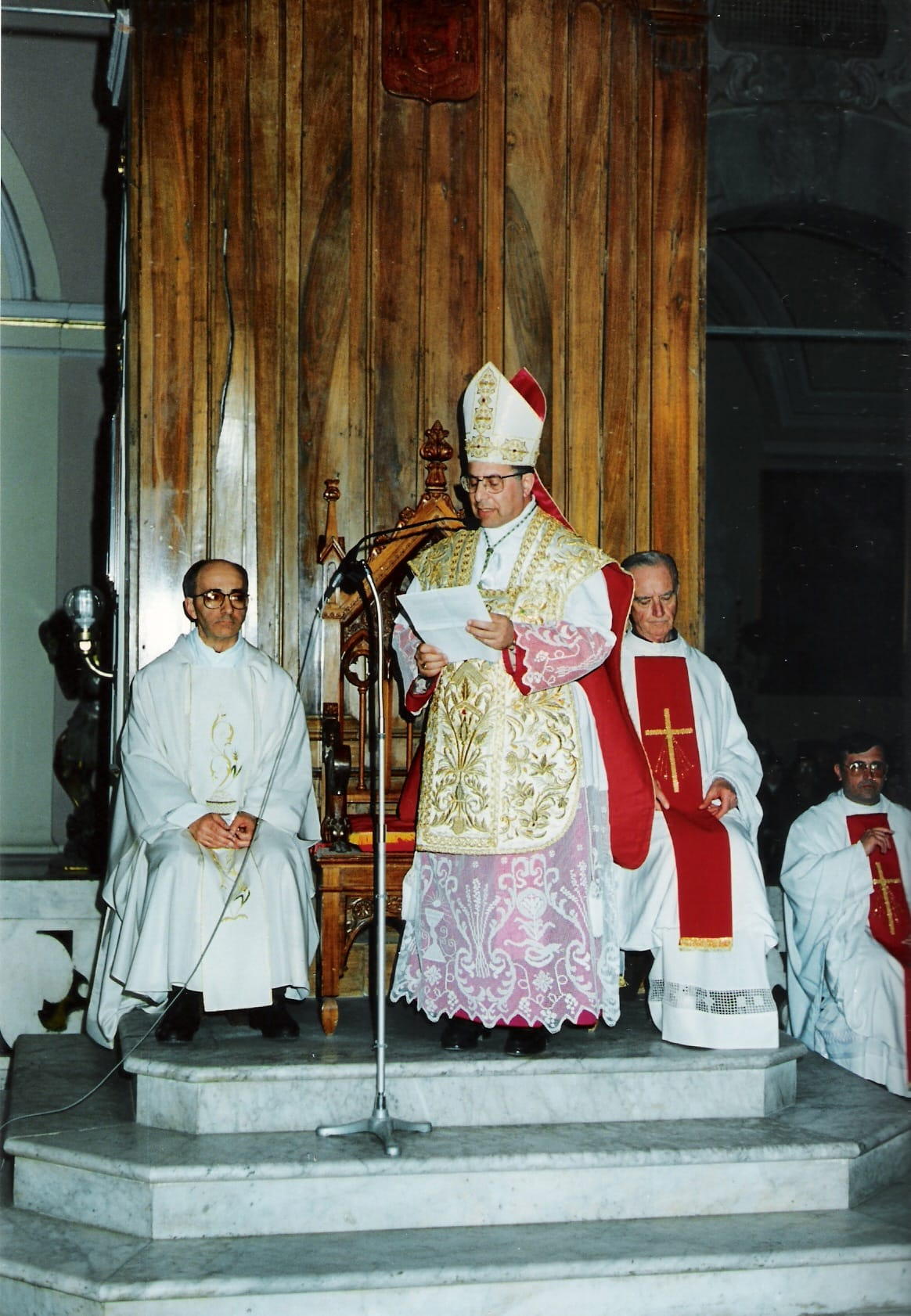
Giovan Battista Pichierri in occasione della presa di possesso della diocesi di Cerignola-Ascoli Satriano

Il 21 dicembre 1990 è stato nominato vescovo di Cerignola-Ascoli Satriano. Ha ricevuto l'ordinazione episcopale il 26 gennaio 1991 dal vescovo Armando Franco (co-consacranti: arcivescovo Andrea Mariano Magrassi, arcivescovo Benigno Luigi Papa).
Il 13 novembre 1999 è stato nominato arcivescovo di Trani-Barletta-Bisceglie. Ha preso possesso dell'arcidiocesi il 26 gennaio 2000.

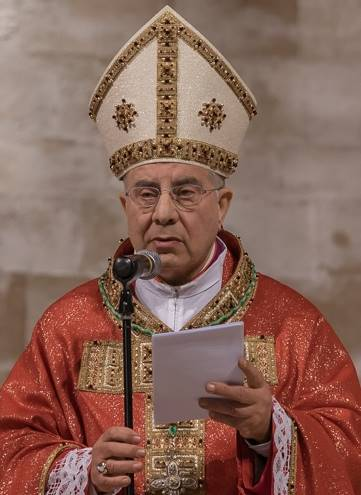
Giovan Battista Pichierri il 19 ottobre 2012 in occasione dell'indizione del sinodo diocesano

Il 19 ottobre 2012 ha indetto il sinodo arcidiocesano, che si è concluso nel 2016, dopo tre fasi annuali che tratteranno temi diversi.
È morto il 26 luglio 2017, nell'abitazione vescovile di Trani, per un arresto cardiaco. Le esequie, presiedute dal cardinale Salvatore De Giorgi, si sono tenute nella cattedrale di Trani il 28 luglio. È stato sepolto nel cimitero di Sava.

## Apostolato
Si è dimostrato difensore della teologia del Concilio Vaticano II, facendosi promotore del dialogo con il mondo ebraico e con le altre confessioni cristiane. Ha mostrato di tollerare ma evitando quanto possibilmente l'applicazione nella propria arcidiocesi del Summorum Pontificum di Benedetto XVI per l'uso della messa tridentina.
Il 24 giugno 2005, ha indirizzato una lettera al cardinale José Saraiva Martins, Prefetto della Congregazione per la Causa dei Santi, per chiedere l'avvio del processo di canonizzazione del Servo di Dio Ruggero Maria Caputo, presbitero dell’Arcidiocesi di Barletta, morto in concetto di santità il 15 giugno 1980 e già soggetto di culto nell'ambito della diocesi. Il procedimento è stato avviato il 1º maggio 2006 Don Caputo si distinse per la promozione delle vocazioni, dell'adorazione eucaristica e per le ore trascorse ad amministrare il Sacramento della Riconciliazione.

### Dialogo interreligioso

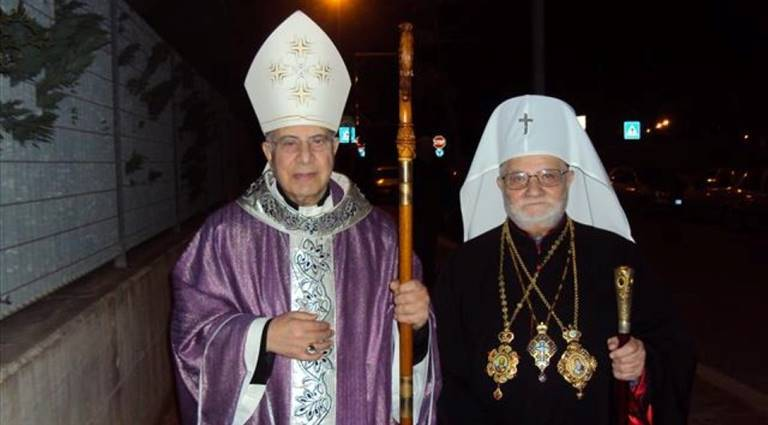
Giovan Battista Pichierri in occasione della settimana di preghiera per l'unità dei cristiani

Nel gennaio 2008 ha concesso a una comunità pugliese della Chiesa ortodossa rumena la chiesa di San Martino, a Trani.
Ha favorito la comunità ebraica locale con la restituzione della chiesa di Santa Maria di Scolanova, già sinagoga Scolanova di Trani, riaperta al culto nel 2005, e della chiesa di Sant'Anna, già Sinagoga Grande, convertita nella sezione ebraica del locale museo diocesano e inaugurata l'8 novembre 2009.
Il 4 settembre 2010 si è recato in preghiera presso la sinagoga Scolanova, segnando la prima visita ufficiale di un vescovo di Trani presso un locale luogo di culto ebraico.

## Politica
Le sue dichiarazioni al sito Pontifex in difesa di Silvio Berlusconi hanno ricevuto visibilità sulla stampa nazionale.
Di simpatie monarchiche, ha ricevuto dal principe Vittorio Emanuele di Savoia la commenda dell'Ordine Cavalleresco dei Santi Maurizio e Lazzaro. Nel marzo 2013 ha officiato nella cripta della cattedrale di Trani una messa di suffragio per il re Umberto II, nel trentesimo anniversario della sua scomparsa.

## Genealogia episcopale
La genealogia episcopale è:
- Cardinale Scipione Rebiba
- Cardinale Giulio Antonio Santori
- Cardinale Girolamo Bernerio, O.P.
- Arcivescovo Galeazzo Sanvitale
- Cardinale Ludovico Ludovisi
- Cardinale Luigi Caetani
- Cardinale Ulderico Carpegna
- Cardinale Paluzzo Paluzzi Altieri degli Albertoni
- Papa Benedetto XIII
- Papa Benedetto XIV
- Papa Clemente XIII
- Cardinale Marcantonio Colonna
- Cardinale Giacinto Sigismondo Gerdil, B.
- Cardinale Giulio Maria della Somaglia
- Cardinale Carlo Odescalchi, S.I.
- Cardinale Costantino Patrizi Naro
- Cardinale Lucido Maria Parocchi
- Papa Pio X
- Papa Benedetto XV
- Papa Pio XII
- Cardinale Carlo Confalonieri
- Cardinale Corrado Ursi
- Vescovo Armando Franco
- Arcivescovo Giovan Battista Pichierri